# NGC 503
NGC 503 (còn được gọi là PGC 5086 hoặc GC 5169), là một thiên hà hình elip trong chòm sao Song Ngư. Nó nằm cách Hệ Mặt trời khoảng 265 triệu năm ánh sáng và được phát hiện vào ngày 13 tháng 8 năm 1863 bởi nhà thiên văn học người Đức Heinrich Louis d'Arrest.

## Lịch sử quan sát
Arrest đã phát hiện ra NGC 503 bằng kính thiên văn phản xạ 11 inch ở Copenhagen. Vị trí quan sát được hoàn toàn phù hợp với PGC 5086. Vào thời điểm phát hiện, ông xem xét khả năng đã quan sát thấy một trong những khám phá của William Herschels (NGC 495, 496, 499). John Louis Emil Dreyer, người tạo ra Danh mục chung mới, mô tả thiên hà là "cực kỳ mờ nhạt, cực kỳ nhỏ" với "sao đôi 4 phút góc về phía tây nam".